# Six Gallery reading
Die Six Gallery Lesung (Six Gallery reading) war eine Lesung (von manchen auch als Jamming bezeichnet) von Gedichten, die am 7. Oktober 1955 in der Six Gallery in San Francisco stattfand. Es war die erste wichtige öffentliche Lesung von Autoren der Beat Generation und der Beginn der San Francisco Renaissance.
An der Lesung nahmen fünf mehr oder weniger unbekannte Autoren und Dichter teil und präsentierten ihre Werke. Die Moderation übernahm Kenneth Rexroth, ein lokaler Dichter der älteren Generation, der auch eine Art Vaterfigur für die Jüngeren war. Rexroth hatte vorher schon längere Zeit junge Autoren in seinem wöchentlichen Salon vorgestellt.
Vortragende waren Allen Ginsberg, Philip Lamantia, Michael McClure, Gary Snyder, und Philip Whalen. Oft wird auch Rexroth selbst noch dazu gezählt und das Ereignis „Six reading at the Six Gallery“ genannt. Jack Kerouac war zwar angeboten worden, auch aufzutreten, der saß aber lieber im Publikum und sammelte vor Beginn der Lesung Geld für ein paar Flaschen Wein, um die Stimmung im Publikum zu lockern.
Als erster trat Lamantia, ein Surrealist, vor das Publikum und las einige Gedichte seines kurz zuvor an einer Überdosis Peyote gestorbenen Freundes John Hoffman. Kerouac machte sich später über Lamantias „delicate Englishy voice“ lustig. Als Zweites trug McClure Point Lobos: Animism und For the Death of 100 Whales vor. Letzteres hatte er geschrieben, nachdem er erfahren hatte, dass gelangweilte Soldaten Wale sinnlos abgeschlachtet hatten. Als dritter trug Whalen Plus Ca Change vor.
Ginsberg trat als Vierter vor das Publikum, als einziger Vertreter der New Yorker Beat Generation, die sich inzwischen schon fast vollständig in San Francisco eingefunden hatte. 29 Jahre alt, bisher unveröffentlicht, sein Poem Howl, noch aus nur einem Teil bestehend, das nicht etwa erst wenige Wochen alt war, sondern an dem er viele Monate gearbeitet hatte, war bisher ungehört. Es war ein Wehklagen, ein Kaddisch, wie ein spontaner Gefühlsausbruch wirkend und doch so kompakt und voller Anspielungen. Während des Vortrags wuchs Ginsbergs Selbstvertrauen und er sang die Worte wie ein  Chasan. Das Publikum war versteinert, nur Kerouac rief „Go! Go!“ und Rexroth war zu Tränen gerührt. Für Allen Ginsberg war es der Beginn seiner Karriere als erfolgreicher Schriftsteller.
Nach diesem literarischen Ausbruch von Ginsberg ließ sich Snyder wohlweislich Zeit, bis er sein Gedicht A Berry Feast vortrug, vielschichtig und mystisch.